# Risultati sportivi di Alberto Ascari

Alberto Ascari

I risultati sportivi di Alberto Ascari comprendono i risultati, le statistiche ed i record del pilota motociclistico e automobilistico italiano Alberto Ascari.

## Formula Grand Prix

### Risultati nei Gran Premi
Risultati completi ottenuti da Alberto Ascari nei Gran Premi di automobilismo.
| Anno    | Scuderia            | Vettura                | 1         | 2     | 3       | 4       | 5     | 6     | 7       | 8       |
| ------- | ------------------- | ---------------------- | --------- | ----- | ------- | ------- | ----- | ----- | ------- | ------- |
| 1947    | Scuderia Ambrosiana | Maserati 4CL / 4CLT    | REI Rit   |       | NIZ 4   | ALS Rit | COM 7 | ITA 5 | FRA Rit | LOS Rit |
| 1947    | Scuderia Ambrosiana | Cisitalia D46          |           | ALB 5 |         |         |       |       |         |         |
| 1948    | Scuderia Ambrosiana | Maserati 4CL e 4CLT/48 | MON Rit/5 | SAN 1 | SVI 5   |         | ITA 4 | GBR 2 | MNZ 5   | PEN Rit |
| 1948    | Alfa Corse          | Alfa Romeo 158         |           |       |         | FRA 3   |       |       |         |         |
| 1949    | Ferrari             | Ferrari 125            | BEL 3     | SVI 1 | ZAN Rit | INT 1   | LOS 2 | ITA 1 |         |         |
| Legenda |                     |                        |           |       |         |         |       |       |         |         |

### Statistiche delle Grandi Prove
Statistiche dei risultati ottenuti da Alberto Ascari nelle Grande Prova di automobilismo.
| Gara                         | Qualificazioni | Partenze | Arrivi | Ritiri | Pole position | Giri veloci | Vittorie | Podi |
| ---------------------------- | -------------- | -------- | ------ | ------ | ------------- | ----------- | -------- | ---- |
| Gran Premio del Belgio       | 1              | 1        | 1      | 0      | 0             | 0           | 0        | 1    |
| Gran Premio di Francia       | 2              | 2        | 1      | 1      | 0             | 1           | 0        | 1    |
| Gran Premio di Gran Bretagna | 1              | 1        | 1      | 0      | 0             | 0           | 0        | 1    |
| Gran Premio d'Italia         | 3              | 3        | 3      | 0      | 1             | 1           | 1        | 1    |
| Gran Premio di Monaco        | 1              | 1        | 1      | 1      | 0             | 0           | 0        | 0    |
| Gran Premio di Svizzera      | 2              | 2        | 2      | 0      | 0             | 0           | 1        | 1    |
| Totale                       | 10             | 10       | 9      | 2      | 1             | 2           | 2        | 5    |

## Formula 1

### Statistiche del Campionato mondiale
Statistiche dei risultati ottenuti da Alberto Ascari nel Campionato mondiale piloti.
(PP= pole position, GV= giro veloce, HT=hat trik)
| Anno   | Costruttore | Gare | PP | GV | Vittorie | HT | Podi | Ritiri | Punti  | Pos. |
| ------ | ----------- | ---- | -- | -- | -------- | -- | ---- | ------ | ------ | ---- |
| 1950   | Ferrari     | 4    | 0  | 0  | 0        | 0  | 0    | 2      | 11     | 5°   |
| 1951   | Ferrari     | 7    | 2  | 0  | 2        | 0  | 4    | 2      | 25     | 2°   |
| 1952   | Ferrari     | 7    | 5  | 6  | 6        | 5  | 6    | 1      | 36     | 1°   |
| 1953   | Ferrari     | 8    | 6  | 4  | 5        | 2  | 5    | 2      | 34,5   | 1°   |
| 1954   | Maserati    | 2    | 0  | 1  | 0        | 0  | 0    | 3      | 1,14   | 25°  |
| 1954   | Ferrari     | 1    | 0  | 0  | 0        | 0  | 0    | 1      | 1,14   | 25°  |
| 1954   | Lancia      | 1    | 1  | 1  | 0        | 0  | 0    | 1      | 1,14   | 25°  |
| 1955   | Lancia      | 2    | 0  | 0  | 0        | 0  | 0    | 2      | 0      | -    |
| Totale |             | 32   | 14 | 12 | 13       | 7  | 17   | 14     | 107,64 |      |

### Risultati nel Campionato mondiale
Risultati completi ottenuti da Alberto Ascari nel Campionato mondiale piloti.
| 1950 | Scuderia         | Vettura                 |  |   |  |     |   |  |   |  |  | Punti | Pos. |
| ---- | ---------------- | ----------------------- |  | - |  | --- | - |  | - |  |  | ----- | ---- |
| 1950 | Scuderia Ferrari | Ferrari 125 F1 / 375 F1 |  | 2 |  | Rit | 5 |  | 2 |  |  | 11    | 5º   |

| 1951 | Scuderia         | Vettura        |   |  |   |   |     |   |   |   |  | Punti   | Pos. |
| ---- | ---------------- | -------------- | - |  | - | - | --- | - | - | - |  | ------- | ---- |
| 1951 | Scuderia Ferrari | Ferrari 375 F1 | 6 |  | 2 | 2 | Rit | 1 | 1 | 4 |  | 25 (28) | 2º   |

| 1952 | Scuderia         | Vettura                   |  |     |   |   |   |   |   |   |  | Punti     | Pos. |
| ---- | ---------------- | ------------------------- |  | --- | - | - | - | - | - | - |  | --------- | ---- |
| 1952 | Scuderia Ferrari | Ferrari 500 F2 / 375 Indy |  | Rit | 1 | 1 | 1 | 1 | 1 | 1 |  | 36 (53,5) | 1º   |

| 1953 | Scuderia         | Vettura        |   |  |   |   |   |   |   |   |     | Punti       | Pos. |
| ---- | ---------------- | -------------- | - |  | - | - | - | - | - | - | --- | ----------- | ---- |
| 1953 | Scuderia Ferrari | Ferrari 500 F2 | 1 |  | 1 | 1 | 4 | 1 | 8 | 1 | Rit | 34,5 (46,5) | 1º   |

| 1954 | Scuderia                                                   | Vettura                                 |  |  |  |     |     |  |  |     |     | Punti | Pos. |
| ---- | ---------------------------------------------------------- | --------------------------------------- |  |  |  | --- | --- |  |  | --- | --- | ----- | ---- |
| 1954 | Officine Alfieri Maserati Scuderia Ferrari Scuderia Lancia | Maserati 250F Ferrari 625 F1 Lancia D50 |  |  |  | Rit | Rit |  |  | Rit | Rit | 1,14  | 25º  |

| 1955 | Scuderia        | Vettura    |     |     |  |  |  |  |  |  |  | Punti | Pos. |
| ---- | --------------- | ---------- | --- | --- |  |  |  |  |  |  |  | ----- | ---- |
| 1955 | Scuderia Lancia | Lancia D50 | Rit | Rit |  |  |  |  |  |  |  | 0     |      |

| Legenda | 1º posto     | 2º posto | 3º posto    | A punti         | Senza punti/Non class.  | Grassetto – Pole position Corsivo – Giro più veloce |
| Legenda | Squalificato | Ritirato | Non partito | Non qualificato | Solo prove/Terzo pilota | Grassetto – Pole position Corsivo – Giro più veloce |

### Risultati in gare extra Campionato
Risultati completi ottenuti da Alberto Ascari nei Gran Premi di automobilismo.
| Anno    | Scuderia         | Vettura                          | 1       | 2       | 3       | 4       | 5       | 6     | 7       | 8     |
| ------- | ---------------- | -------------------------------- | ------- | ------- | ------- | ------- | ------- | ----- | ------- | ----- |
| 1950    | Scuderia Ferrari | Ferrari 125 F1 / 166 F2 / 375 F1 | PAU Rit | SAN Rit | BAR Rit | ALB Rit | ZAN 3   | NAZ 4 | INT Rit | PEN 1 |
| 1951    | Scuderia Ferrari | Ferrari 375 F1                   | SIR Rit | PAU Rit | SAN 1   | PES Rit | BAR Rit |       |         |       |
| 1955    | Scuderia Lancia  | Lancia D50                       | VAL 1   | PAU 5   | NAP 1   |         |         |       |         |       |
| Legenda |                  |                                  |         |         |         |         |         |       |         |       |

### Record
- Più alta percentuale di vittorie in una stagione (75% , 6/8 nel 1952).[2]
- Maggior numero di giri veloci consecutivi (7, dal Gran Premio del Belgio 1952 al Gran Premio d'Argentina 1953).[3]
- Più alta percentuale di giri veloci in una stagione (75%, 6/8 nel 1952).[4]
- Più alta percentuale di punti in una stagione (100%, 36 punti con 4 vittorie e 4 giri veloci nel 1952).[5]
- Maggior numero di hat-trick (pole, vittoria e giro veloce) in una stagione (5 nel 1952).[E 8][6]
- Maggior numero di Grand Chelem[E 9] in una stagione (3 nel 1952).[E 10][7]
- Più alta percentuale di vittorie in Ferrari (48%, 13/27).[8]

### Confronto con i compagni di squadra
Confronto tra Alberto Ascari e i compagni di squadra nel Campionato mondiale piloti, considerando i punti e il piazzamento ottenuti nelle stagioni complete.
| Anno | Costruttore | Primo                            | Secondo                               | Terzo                          |
| ---- | ----------- | -------------------------------- | ------------------------------------- | ------------------------------ |
| 1951 | Ferrari     | Alberto Ascari (2° - 25 punti)   | José Froilán González (3° - 24 punti) | Gigi Villoresi (5° - 15 punti) |
| 1952 | Ferrari     | Alberto Ascari (1° - 36 punti)   | Nino Farina (2° - 24 punti)           | Piero Taruffi (3° - 22 punti)  |
| 1953 | Ferrari     | Alberto Ascari (1° - 34,5 punti) | Nino Farina (3° - 26 punti)           | Mike Hawthorn (4° - 19 punti)  |

## Altre Formule

### Risultati in gare per Vetturette e Formula 2
Risultati ottenuti da Alberto Ascari in gare per Voiturette e Formula 2.
| Anno    | Scuderia  | Vettura                    | 1       | 2       | 3       | 4       | 5     | 6       | 7     | 8       | 9       | 10    |
| ------- | --------- | -------------------------- | ------- | ------- | ------- | ------- | ----- | ------- | ----- | ------- | ------- | ----- |
| 1940    | Maserati  | Maserati 6CM               | TRI 9   | PAL Rit |         |         |       |         |       |         |         |       |
| 1947    | Cisitalia | Cisitalia D46              | EGI 2   | ROM Rit |         |         |       |         |       |         |         |       |
| 1948    | Maserati  | Maserati A6GCS             | BAR Rit | MAN 5   | FIR Inc |         |       |         |       |         |         |       |
| 1949    | Ferrari   | Ferrari 166C               | BAR 1   | MNZ 3   | REI 1   |         |       |         |       |         |         |       |
| 1950    | Ferrari   | Ferrari 166 F2             | MAR 2   | MOD 1   | MNS 1   | MNZ 2   | ROM 1 | REI 1   | NUR 1 | CHA Rit | MET Rit | GAR 1 |
| 1951    | Ferrari   | Ferrari 166 F2 Ferrari 500 | MAR Rit | MNZ 1   | GEN Rit | NAP 1   | MOD 1 |         |       |         |         |       |
| 1952    | Ferrari   | Ferrari 500                | SIR 1   | PAU 1   | MAR 1   | MNZ Rit | REI 3 | OLO Rit | COM 1 | BAU 1   | MOD 3   |       |
| 1953    | Ferrari   | Ferrari 500                | SIR Rit | PAU 1   | BOR 1   | NAP 5   |       |         |       |         |         |       |
| Legenda |           |                            |         |         |         |         |       |         |       |         |         |       |

### Risultati in gare di Formula Libera
Risultati ottenuti da Alberto Ascari in gare di Formula Libera.
| Anno    | Scuderia         | Vettura          | 1        | 2        | 3        | 4       | 5     | 6       | 7     |
| ------- | ---------------- | ---------------- | -------- | -------- | -------- | ------- | ----- | ------- | ----- |
| 1949    | Maserati         | Maserati 4CLT    | BUE 1    | BUE Rit. | ROS 3    | MAR Rit | INT 4 | RIO Rit |       |
| 1949    | Scuderia Ferrari | Ferrari 166 FL   |          |          |          |         |       |         | BUE 1 |
| 1950    | Scuderia Ferrari | Ferrari 166 FL   | BUE Rit. | MAR 1    | ROS Rit. |         |       |         |       |
| 1952    | Scuderia Ferrari | Ferrari 375 Indy | VAL 5    |          |          |         |       |         |       |
| 1953    | Scuderia Ferrari | Ferrari 375 F1   | ALB Rit  |          |          |         |       |         |       |
| Legenda |                  |                  |          |          |          |         |       |         |       |

## Sport e Turismo
Risultati ottenuti da Alberto Ascari in gare per vetture Turismo e Sport.
| Anno    | Paese                  | Gara                        | Scuderia                  | Vettura                   | Equipaggio        | Risultato |
| ------- | ---------------------- | --------------------------- | ------------------------- | ------------------------- | ----------------- | --------- |
| 1940    | Italia (bandiera)      | Mille Miglia                | Iscrizione privata        | Auto Avio Costruzioni 815 | Giovanni Minozzi  | Rit       |
| 1947    | Italia (bandiera)      | Circuito di Modena          |                           | Maserati A6GCS            | Non presente      | 1º        |
| 1947    | Italia (bandiera)      | Gran Premio del Valentino   |                           | Maserati A6GCS            | Non presente      | Rit       |
| 1948    | Italia (bandiera)      | Targa Florio                | Scuderia Ambrosiana       | Maserati A6GCS            | Non presente      | Inc       |
| 1948    | Italia (bandiera)      | Mille Miglia                | Scuderia Ambrosiana       | Maserati A6GCS            | Guarino Bertocchi | Rit       |
| 1948    | Italia (bandiera)      | Circuito di Pescara         | Officine Alfieri Maserati | Maserati A6GCS            | Non presente      | Rit/1º    |
| 1948    | Italia (bandiera)      | Gran Premio di Napoli       |                           | Maserati A6GCS            | Non presente      | Rit       |
| 1950    | Italia (bandiera)      | Targa Florio                | Scuderia Ferrari          | Ferrari 195 S             | Ettore Salami     | Rit       |
| 1950    | Italia (bandiera)      | Mille Miglia                | Scuderia Ferrari          | Ferrari 275 S             | Senesio Nicolini  | Rit       |
| 1950    | Lussemburgo (bandiera) | Gran Premio del Lussemburgo | Scuderia Ferrari          | Ferrari 166 MM            | Non presente      | 1º        |
| 1950    | Regno Unito (bandiera) | Production Sports Car Race  | Scuderia Ferrari          | Ferrari 166 MM            | Non presente      | 1º        |
| 1951    | Italia (bandiera)      | Rally del Sestriere         |                           | Lancia Aurelia B10        | Gigi Villoresi    | 1º        |
| 1951    | Italia (bandiera)      | Mille Miglia                | Scuderia Ferrari          | Ferrari 340 America       | Senesio Nicolini  | Inc       |
| 1951    | Messico (bandiera)     | Carrera Panamericana        | Centro Deportivo Italiano | Ferrari 212 Inter         | Gigi Villoresi    | 2º        |
| 1951    | Lussemburgo (bandiera) | Gran Premio del Lussemburgo | Scuderia Ferrari          | Ferrari 166 MM            | Non presente      | 1º        |
| 1952    | Italia (bandiera)      | Rally del Sestriere         |                           | Lancia Aurelia B21        | Gigi Villoresi    | Rit       |
| 1952    | Francia (bandiera)     | 24 Ore di Le Mans           | Scuderia Ferrari          | Ferrari 250 S             | Gigi Villoresi    | Rit       |
| 1952    | Messico (bandiera)     | Carrera Panamericana        | Industrias 1-2-3          | Ferrari 340 Mexico        | Giuseppe Scotuzzi | Rit       |
| 1953    | Francia (bandiera)     | 24 Ore di Le Mans           | Scuderia Ferrari          | Ferrari 340 MM            | Gigi Villoresi    | Rit       |
| 1953    | Italia (bandiera)      | Gran Premio dell'Autodromo  | Scuderia Ferrari          | Ferrari 735 S             | Non presente      | Rit       |
| 1953    | Belgio (bandiera)      | 24 Ore di Spa               | Scuderia Ferrari          | Ferrari 340 MM            | Gigi Villoresi    | Rit       |
| 1953    | Germania (bandiera)    | 1000km del Nürburgring      | Scuderia Ferrari          | Ferrari 340 MM            | Nino Farina       | 1º        |
| 1953    | Marocco (bandiera)     | 12 Ore di Casablanca        | Scuderia Ferrari          | Ferrari 500 Mondial       | Gigi Villoresi    | Rit       |
| 1954    | Stati Uniti (bandiera) | 12 Ore di Sebring           | Scuderia Lancia           | Lancia D24                | Gigi Villoresi    | Rit       |
| 1954    | Italia (bandiera)      | Mille Miglia                | Scuderia Lancia           | Lancia D24                | Non presente      | 1º        |
| 1954    | Portogallo (bandiera)  | Gran Premio di Oporto       | Scuderia Lancia           | Lancia D24                | Non presente      | Rit       |
| 1954    | Regno Unito (bandiera) | Tourist Trophy              | Scuderia Lancia           | Lancia D25                | Gigi Villoresi    | Rit       |
| Legenda |                        |                             |                           |                           |                   |           |

## Costruttori
| Scuderia   | Formula 1 | Formula 1 | Formula 1 | Formula 1 | Formula 1 | Formula 2 e Formula Libre | Formula 2 e Formula Libre | Formula 2 e Formula Libre | Formula 2 e Formula Libre | Formula 2 e Formula Libre | Sport/Turismo | Sport/Turismo | Sport/Turismo | Totale | Totale | Totale |
| ---------- | --------- | --------- | --------- | --------- | --------- | ------------------------- | ------------------------- | ------------------------- | ------------------------- | ------------------------- | ------------- | ------------- | ------------- | ------ | ------ | ------ |
|            | Gare      | Vitt.     | Podi      | PP        | GV        | Gare                      | Vitt.                     | Podi                      | PP                        | GV                        | Gare          | Vitt.         | Podi          | Gare   | Vitt.  | Podi   |
| Ferrari    | 48        | 18        | 25        | 21        | 18        | 35                        | 20                        | 25                        | 18                        | 18                        | 12            | 3             | 4             | 95     | 41     | 54     |
| Maserati   | 16        | 1         | 3         | 2         | 3         | 10                        | 1                         | 2                         | 1                         | 1                         | 5             | 2             | 2             | 31     | 4      | 7      |
| Lancia     | 6         | 2         | 2         | 4         | 2         | 0                         | 0                         | 0                         | 0                         | 0                         | 4             | 1             | 1             | 10     | 3      | 3      |
| Cisitalia  | 0         | 0         | 0         | 0         | 0         | 3                         | 0                         | 1                         | 0                         | 0                         | 0             | 0             | 0             | 3      | 0      | 1      |
| Alfa Romeo | 1         | 0         | 1         | 0         | 0         | 0                         | 0                         | 0                         | 0                         | 0                         | 0             | 0             | 0             | 1      | 0      | 1      |
| Privato    | 0         | 0         | 0         | 0         | 0         | 0                         | 0                         | 0                         | 0                         | 0                         | 2             | 1             | 1             | 2      | 1      | 1      |
| Totale     | 71        | 21        | 31        | 27        | 23        | 48                        | 21                        | 28                        | 19                        | 19                        | 23            | 7             | 8             | 142    | 49     | 67     |

## Campionati
| Serie                                    | 1947 | 1948 | 1949 | 1950 | 1951 | 1952 | 1953 | 1954 | 1955 |
| ---------------------------------------- | ---- | ---- | ---- | ---- | ---- | ---- | ---- | ---- | ---- |
| Campionato mondiale di Formula 1         |      |      |      | 5º   | 2º   | 1º   | 1º   | 25º  | NC   |
| Campionato italiano assoluto di velocità | 5º   | 3º   | 1º   | 3º   | 1º   | 1º   | 1º   |      |      |
| Campionato italiano di Formula 2         |      |      |      | 1º   |      |      |      |      |      |
| Legenda                                  |      |      |      |      |      |      |      |      |      |

### Bibliografiche e sitografiche
1. 1 2  Tra parentesi i punti ottenuti prima degli scarti come da regolamento.
2. ↑  (FR) Wins In a year, su statsf1.com. URL consultato il 24 marzo 2012.
3. ↑   Kimi a un passo da Ascari, in Corriere dello Sport, 17 luglio 2008.
4. ↑  (FR) Fastests laps In a year, su statsf1.com. URL consultato il 24 marzo 2012.
5. ↑  Mapelli, pag. 126.
6. ↑  (FR) Drivers: Hat trick (pole position, meilleur tour et victoire), su statsf1.com. URL consultato il 24 marzo 2012.
7. ↑  (FR) Drivers: Divers Grand chelem (pole position, meilleur tour, victoire et en tête de bout en bout), su statsf1.com. URL consultato il 24 marzo 2012.
8. ↑   Le Ferrari sbancano Montecarlo, in Corriere della Sera, 17 maggio 1999,  p. 38 (archiviato dall'url originale il 1º gennaio 2016).

### Esplicative
1. ↑  Nel Gran Premio d'Italia 1950 punteggio dimezzato per condivisione della vettura con Dorino Serafini.
2. ↑  Nel Gran Premio di Francia 1951 punteggio dimezzato per condivisione della vettura con José Froilán González, tra parentesi i punti ottenuti prima degli scarti come da regolamento.
3. ↑  Solo per la 500 Miglia di Indianapolis 1952
4. ↑  Nel Gran Premio d'Italia 1954.
5. ↑  Nel Gran Premio di Spagna 1954.
6. ↑  Nel Gran Premio di Pau 1950 e nel Gran Premio di Bari 1950
7. ↑  Nel Gran Premio del Penya Rhin 1950.
8. ↑  Record condiviso con Michael Schumacher nel 2004.
9. ↑  Con il termine Grand Chelem si indicano la realizzazione nello stesso evento di pole, giro veloce e vittoria rimanendo al comando dal primo all'ultimo giro.
10. ↑  Record condiviso con Jim Clark nel 1963 e Nigel Mansell nel 1992.